# Leptospermum grandifolium
Espèce
Classification phylogénétique
Répartition géographique
Leptospermum grandifolium, connu localement sous le nom de Woolly-tea Tree (Arbre à thé laineux), est une espèce de plantes à fleurs de la famille des Myrtaceae. C'est un grand arbuste australien, atteignant jusqu'à 6 mètres de haut. Il pousse le plus souvent près des ruisseaux sur des sols gréseux. On peut également le voir dans les zones subalpines près du mont Kosciuszko. L'épithète grandifolium fait référence à ses « grandes feuilles », en comparaison avec les petites feuilles des autres plantes de ce genre.
Les feuilles ont trois ou cinq nervures parallèles, qui font autour de 1 à 3 cm de long et 3 à 7 mm de large, avec une extrémité en pointe. La face inférieure de la feuille est feutrée, la face supérieure est brillante. Les fleurs blanches sont isolées, d'environ 15 mm de diamètre et apparaissent d'octobre à décembre. Les fruits sont des capsules velues, de 8 à 10 mm de diamètre.

## Synonyme
- Leptospermum lanigerum var. grandifolium (Sm.) Hook.f.